# Восточно-Польская Советская Социалистическая Республика
Восточно-Польская Советская Социалистическая Республика (пол. Wschodniopolska Socjalistyczna Republika Radziecka) или Польский национально-территориальный край (пол. Polski Kraj Narodowo-Terytorialny), или Польская восточная республика (пол. Republika Wschodniej Polski) — республика, которая могла быть образована на территории Вильнюсского края и западной Беларуси в начале 1990-х годов.
Идея появилась среди активистов польского меньшинства в Литовской ССР в начале 1990 года, когда литовцы объявили о провозглашении независимости. Поляки, опасаясь маргинализации и литвинизации, предложили создать польские автономные округа, которые в будущем должны были создать отдельную Советскую республику польского характера. Точные границы республики не были указаны, но предположения должны были включать в себя Вильнюсский регион (без указания или сам Вильнюс) и районы, населенные поляками под Гродно. Идея была поддержана Польской партией прав человека с председателем Яном Цехановичем.
Цеханович должен был поговорить с Михаилом Горбачёвым о создании Польской Советской Республики — результаты этих переговоров неизвестны, но лидер КПСС, заинтересованный в ослаблении Литвы, передал это предложение тогдашнему Президенту Республики Польша Войцеху Ярузельскому, который должен был поддержать этот вариант.
Лидеры Солидарности и польские эмигрантские СМИ выразили протест против таких действий. Также быстрое развитие событий в Литве означало, что концепция Восточно-Польской ССР оставалась лишь одним из планов. Другой проект, автономия Вильнюсского края, не осуществился, но Польская национально-территориальная страна, созданная в 1991 году литовскими поляками в одностороннем порядке, просуществовала всего несколько месяцев.